# Katrín (nunna)
Katrín eller Kristín, död 1343, var en isländsk nunna. 
Hon var nunna i Kirkjubæjarklaustri på Island. Hon åtalades för kätteri och för att ha brutit sitt kyskhetslöfte. Hon uppges ha slutit en pakt med Djävulen, vilket räknades som kätteri, och för att ha brutit sitt kyskhetslöfte genom att ha samlag med flera lekmän. Hon avrättades genom bränning på bål. 
Detta är den enda bålbränningen på Island som man vet har beordrats och utförts av kyrkan: de övriga som brändes på bål på Island dömdes och avrättades av sekulära domstolar. Hon var en av fyra kvinnor som brändes på bål på Island.